# Guerra Civil do Mali
Guerra Civil do Mali ou Guerra do Mali é um conflito armado que começou em janeiro de 2012 e prossegue até os dias atuais. O conflito teve início na sequência de uma rebelião separatista contra o governo do Mali por elementos dos povos tuaregues e grupos islâmicos fundamentalistas na região de Azauade, no deserto do Sara. Conduzida inicialmente pelo Movimento Nacional de Libertação do Azauade (MNLA), a mais recente encarnação de uma série de revoltas das populações nômades tuaregues que remonta pelo menos até 1916, contra a exploração desse solo por multinacionais europeias e estadunidenses. O MNLA foi formado por antigos revoltosos e um número significante de combatentes tuaregues fortemente armados que lutaram pelo Conselho Nacional de Transição ou pelo Exército Líbio durante a Guerra Civil Líbia.
No dia 22 de março, o presidente constitucionalmente eleito Amadou Toumani Touré foi deposto por um golpe de Estado promovido por militares contrários à conduta do governo na resolução da crise, apenas um mês antes que ocorressem as eleições para a presidência. Os militares rebelados, sob a bandeira do Comitê Nacional para a Restauração da Democracia e do Estado (CNRDE) suspenderam a constituição do Mali, embora essa ação tenha sido revertida no dia primeiro de abril. Como uma consequência da instabilidade política que se seguiu ao golpe, as três maiores cidades do norte do Mali - Quidal, Gao e Tombuctu - foram tomadas por rebeldes tuaregues. Em 5 de abril, depois da captura de Douentza, o MNLA afirmou que havia atingido seus objetivos e cancelou sua ofensiva. No dia seguinte, foi proclamada a independência de Azauade do Mali.
O MNLA inicialmente apoiado pelo grupo islâmico Ansar Dine. Depois que os militares do Mali foram expulsos de Azauade, o Ansar Dine começou a impor a xaria. O MNLA e os islâmicos se esforçaram para conciliar suas visões conflitantes para o novo Estado pretendido. Posteriormente, o MNLA começou a lutar contra o Ansar Dine e outros grupos islâmicos, incluindo Movimento para a Unidade e Jihad na África Ocidental (MUJOA), um grupo dissidente do Al Qaida no Magrebe Islâmico. Até 17 de julho de 2012, o MNLA perdeu o controle da maioria das cidades do norte do Mali para os islamitas.
Em 11 de janeiro de 2013, o presidente da França, François Hollande, afirmou que havia concordado com um pedido do governo de Mali para ajuda externa e que "as forças francesas prestariam apoio ao Mali".
Em 18 de junho, após quase um ano e meio desde o começo da crise, o governo do Mali e os rebeldes tuaregues assinaram um acordo de paz. Contudo, em 26 de setembro de 2013, os rebeldes anunciaram que não mais aceitariam o acordo de paz e afirmaram que o governo não havia respeitado os entendimentos que haviam sido firmados no ano anterior. Enquanto a luta continuava, as forças francesas afirmaram que pretendiam se retirar do país. Em 20 de fevereiro de 2015 entrou em vigor um novo cessar-fogo, embora combates esporádicos ainda acontecessem pela região.

## Antecedentes
No início de 1990, os tuaregues e árabes nômades formaram o Mouvement Populaire de l’Azaouad / Movimento Popular de Azauade (MPA) e declararam uma guerra pela independência de Azauade. Apesar dos acordos de paz com o governo do Mali em 1991 e 1995, uma insatisfação crescente entre os antigos combatentes tuaregues, que haviam sido integrados as forças armadas do Mali, conduziu a novos combates em 2007. Apesar de historicamente ter dificuldade para manter alianças entre as facções seculares e islamistas, o Movimento Nacional para a Libertação de Azauade, aliou-se com os grupos islâmicos Ansar Dine e o Al Qaida no Magrebe Islâmico e iniciou um conflito no norte do Mali em 2012.
O MNLA foi um desdobramento de um movimento político conhecido como o Movimento Nacional para Azauade (MNA) antes da revolta. Após o fim da Guerra Civil Líbia, um influxo de armas levou ao armamento dos tuaregues em sua demanda pela independência do Azauade. A força desta revolta e o uso de armas pesadas, que não estavam presentes nos conflitos anteriores, foi dito ter "surpreendido" os oficiais malianos e observadores.
Embora dominado por tuaregues, o MNLA declarou que o movimento representava também outros grupos étnicos, e foram supostamente ligados por alguns líderes árabes. O líder do MNLA, Bilal Ag Acherif, disse que a responsabilidade estava no Mali em querer dar aos povos saarianos a sua auto-determinação ou fariam isso eles mesmos.
Outro grupo dominado por tuaregues, o islamita Ansar Dine (Defensores da Fé), inicialmente lutou ao lado do MNLA contra o governo. Ao contrário do MNLA, não buscava a independência, mas sim a imposição da lei islâmica (xaria) no Mali. O líder do movimento, Iyad Ag Ghaly, fez parte da rebelião no início de 1990 e tem sido relatado estar ligado a um ramo do Al Qaida no Magrebe Islâmico (AQMI), que é liderado por seu primo Hamada Ag Hama, bem como o Département du Renseignement et de la Sécurité (DRS) da Argélia.
O Mali passava por diversas crises ao mesmo tempo que favoreceram o surgimento do conflito:
- Crise do Estado: o estabelecimento de um Estado tuaregue tem sido um objetivo de longo prazo do MNLA, desde que começou uma rebelião em 1962. Depois disso, o Mali tem estado em uma luta constante para manter seu território.
- Crise alimentar: a economia do Mali tem uma extrema dependência de ajuda externa, o que levou a Comunidade Económica dos Estados da África Ocidental (ECOWAS) a aplicar um bloqueio para subjugar a junta militar[94]
- Crise política: um motim levou à queda do presidente.

## Rebelião Tuaregue (janeiro-abril de 2012)

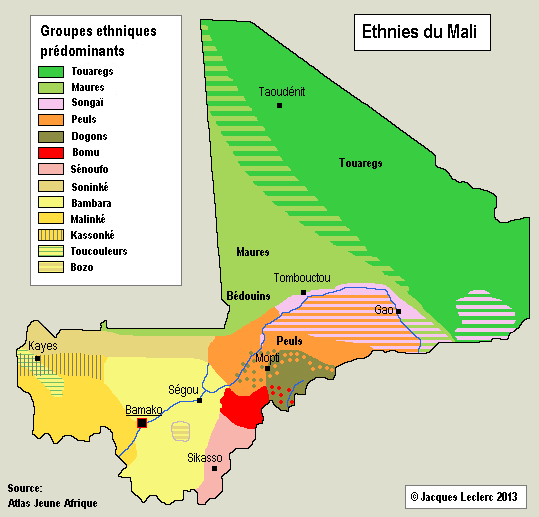
Mapa étnica do Mali

Os primeiros ataques da revolta ocorreram em Menaka, uma pequena cidade no extremo leste do Mali, em 16 e 17 de janeiro de 2012. Em 17 de janeiro, ataques em Aguelhok e Tessalit foram relatados. O governo do Mali afirmou ter recuperado o controle de todas as três cidades no dia seguinte. Em 24 de janeiro, os rebeldes retomaram Aguelhok depois que o Exército do Mali ficou sem munição. No dia seguinte, o governo do Mali, mais uma vez recapturou cidade. O Mali lançou contra operações aéreas e terrestres para retomar os territórios apreendidos, em meio a protestos em Bamako e Kati. O presidente maliense Amadou Toumani Touré, em seguida, reorganizou seus comandantes para a luta contra os rebeldes.
Em 1 de fevereiro de 2012, o MNLA tomou o controle da cidade de Menaka, quando o exército maliano operou o que foi denominado de um recuo tático. A violência dos combates no norte levou a protestos na capital Bamako. Dezenas de soldados malianos também foram mortos em combates em Aguelhok. Em 6 de fevereiro, as forças rebeldes atacaram Quidal, a capital regional.
Em 4 de março, uma nova série de combates foi relatado próximo à cidade de Tessalit, anteriormente mantida pelos rebeldes. No dia seguinte, três unidades do Exército do Mali desistiram de tentar suspender o cerco. A Força Aérea dos Estados Unidos faz lançamento aéreo de suprimentos através de um C-130 em apoio aos soldados malianos sitiados. Em 11 de março, o MNLA reassumiu Tessalit e seu aeroporto, e as forças militares malianas fugiram em direção à fronteira com a Argélia. Os rebeldes avançaram cerca de 125 quilômetros de Tombuctu e seu avanço não foi contido quando entraram sem combates nas cidades de Diré e Goundam. O Ansar Dine afirmou que tinha o controle da fronteira Mali-Argélia.

### Golpe de Estado
Em 21 de março de 2012, soldados insatisfeitos com o curso do conflito atacaram o ministro da Defesa Sadio Gassama quando chegava para discursar para eles. Em seguida, apedrejaram o carro do ministro, obrigando-o a fugir do acampamento. Mais tarde, naquele dia, os soldados invadiram o palácio presidencial, forçando Touré se esconder.
Na manhã seguinte, o capitão Amadou Sanogo, o presidente do Comitê Nacional para a Restauração da Democracia e do Estado (CNRDR), fez uma aparição na televisão em que anunciava que a junta havia suspendido a constituição do Mali e assumido o comando da nação. Os amotinados citaram o suposto tratamento débil de Touré a insurgência e à falta de equipamentos para o Exército do Mali como suas razões para a rebelião. O CNRDR serviria como um regime transitório até que o poder pudesse ser devolvido a um novo governo democraticamente eleito.
O golpe foi "condenado de forma unânime" pela comunidade internacional, inclusive pelo Conselho de Segurança das Nações Unidas, pela União Africana, e pela Comunidade Económica dos Estados da África Ocidental (ECOWAS), que anunciou em 29 de março que o CNRDR tinha 72 horas para ceder o controle antes que as fronteiras sem acesso ao mar do Mali fossem fechadas por seus vizinhos, e seus bens ficariam congelados pela União Económica e Monetária da África Ocidental, e os indivíduos do CNRDR teriam seus patrimônios congelados e viagens proibidas. A CEDEAO e a União Africana, também suspenderam o Mali. Os Estados Unidos, o Banco Mundial e o Banco Africano de Desenvolvimento suspenderam os fundos de ajuda ao desenvolvimento em apoio às reações da CEDEAO e da UA para o golpe.
O Presidente da Costa do Marfim, Alassane Ouattara, que era o presidente rotativo da CEDEAO, afirmou que quando o governo civil fosse restaurado uma força da CEDEAO de 2 000 soldados poderia intervir contra a rebelião. O Presidente do Burkina Faso, Blaise Compaoré, foi nomeado mediador da CEDEAO para solucionar a crise. Um acordo foi alcançado entre a junta e os negociadores da CEDEAO em 6 de abril, em que Sanogo e Touré renunciariam, as sanções seriam suspensas, aos amotinados seria concedida a anistia, e o poder passaria ao porta-voz da Assembleia Nacional do Mali, Dioncounda Traoré. Após posse de Traoré, ele prometeu "travar uma guerra total e implacável" contra os rebeldes tuaregues, a menos que eles liberassem o controle das cidades do norte do Mali.

### Ofensiva contínua
Durante as incertezas após o golpe, os rebeldes lançaram uma ofensiva com o objetivo de capturar várias cidades e acampamentos militares abandonados pelo exército do Mali.
Embora a ofensiva ostensivamente incluísse o MNLA e o Ansar Dine, de acordo com Jeremy Keenan da School of Oriental and African Studies da Universidade de Londres, a contribuição militar do Ansar Dine foi pequena: "o que parece acontecer é que, quando eles se movem em uma cidade, o MNLA retira a base militar - que não haja muita resistência - e Iyad [ag Aghaly] entra na cidade, coloca a bandeira e começa a dar ordens a todos ao redor sobre a lei daxaria".
Em 30 de março de 2012, os rebeldes tomaram o controle de Quidal, a capital da região de Quidal, bem como Ansongo e Bourem na região de Gao. Em 31 de março, Gao caiu para os rebeldes, e ambos, o MNLA e o Ansar Dine, hastearam suas bandeiras na cidade. No dia seguinte, os rebeldes atacaram Tombuctu, a última grande cidade controlada pelo governo no norte: eles capturaram com pouco combate A velocidade e a facilidade com que os rebeldes tomaram o controle do norte foi atribuído, em grande parte, à confusão criada pelo golpe de Estado do exército, levando a Reuters a descrevê-lo como "um espetacular gol-contra".
Em 6 de abril de 2012, declarando que havia assegurado todo o seu território desejado, o MNLA declarou a independência do Mali. No entanto, a declaração foi rejeitada como inválida pela União Africana e pela União Europeia.

## Conflito islâmico-nacionalista (junho-novembro de 2012)

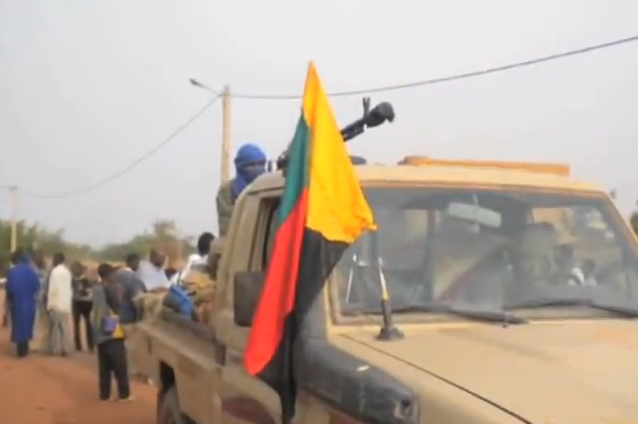
Um combatente tuaregues com uma metralhadora no norte do Mali.

Após a retirada das forças do governo maliano da região, os ex-co-beligerantes (Ansar Dine, MOJWA e o MNLA) logo se viram em conflito uns com os outros, bem como a população.
Em 5 de abril de 2012, os islâmicos, possivelmente do AQIM ou MOJWA, entraram no consulado argelino em Gao e fizeram reféns. O MNLA conseguiu negociar a libertação sem violência, e um comandante do MNLA afirmou que o movimento decidiu desarmar os outros grupos armados. Em 8 de abril, uma milícia de maioria árabe que se autodenomina Frente Nacional de Libertação de Azauade (FNLA) anunciou a sua intenção de se opor ao Estado tuaregue e a batalha do MNLA, e "regressar à paz e à atividade econômica"; o grupo reivindicou consistir de 500 combatentes.
O MNLA entrou em confronto com manifestantes em Gao em 14 de maio, supostamente ferindo quatro e matando um. Em 6 de junho, os moradores de Quidal protestaram contra a imposição da xaria na cidade, e os protestos em apoio ao MNLA foram violentamente dispersados pelos membros do Ansar Dine. Pela noite de 8 de junho, o MNLA e os rebeldes do Ansar Dine entraram em confronto uns contra os outros na cidade com armas automáticas, com duas mortes no confronto.
No início de junho, o presidente do Níger, Mahamadou Issoufou, afirmou que os jiadistas afegãos e paquistaneses estavam oferecendo treinamento aos rebeldes islâmicos do Azauade.

### Batalha de Gao e consequências
Os confrontos começaram a aumentar entre o MNLA e os islâmicos depois de uma tentativa fracassada de fusão, apesar da assinatura de um tratado de partilha de poder.
Protestos eclodiram em 26 de junho de 2012 na cidade de Gao, onde a maioria das pessoas não são tuaregues (ao contrário do MNLA), mas sim grupos subsaarianos como os povos songais e Fulas. Os manifestantes se opõe aos rebeldes tuaregues e a divisão do Mali. Dois foram mortos como resultado dos protestos, alegadamente por tropas do MNLA. Os manifestantes usaram bandeiras do Mali e islâmicas, e a France 24 informou que muitos moradores locais apoiaram os islamitas, como resultado de sua oposição aos nacionalistas tuaregues e da secessão de Azauade

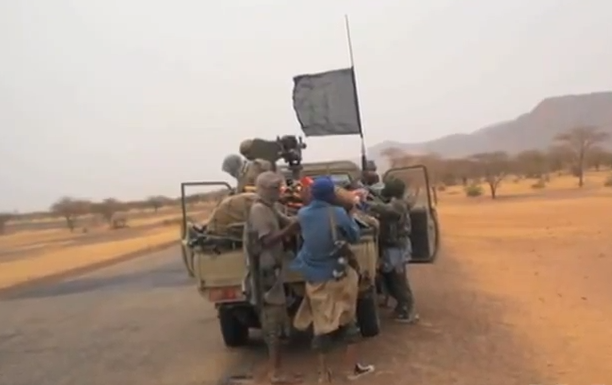
Combatentes islamitas no norte do Mali.

Em 26 de junho de 2012, a tensão chegou ao combate total em Gao entre o MNLA e o MOJWA, com os dois lados disparando com armas pesadas. O Secretário Geral do MNLA Bilal ag Acherif foi ferido na batalha. O MNLA logo foi expulso da cidade, além de Quidal e Tombuctu pouco depois. No entanto, o MNLA afirmou que continuou a manter as forças e controlar algumas áreas rurais da região.
Em outubro de 2012, o MNLA manteve o controle da cidade de Menaka, com centenas de pessoas se refugiando na cidade de domínio dos islâmicos, e da cidade de Tinzawatene, perto da fronteira argelina. No mesmo mês, um grupo dissidente se separou do MNLA; que se intitula Frente para a Libertação do Azauade (FPA), o grupo afirmou que a independência tuaregue já não era um objetivo realista e que deveriam concentrar-se na luta contra os islamitas

### Tomada de Douentza e Menaka
Em 1 de setembro de 2012, o MOJWA assumiu o sul da cidade de Douentza, o que já havia sido feito por uma milícia secular songai, o Ganda Iso. Um porta-voz do MOJWA declarou que o grupo tinha um acordo com o Ganda Iso, mas decidiu ocupar a cidade quando a milícia parecia estar agindo de forma independente e obteve o controle da cidade após um breve impasse com Iso Ganda. Assim que tropas do MOJWA cercaram a cidade, a milícia supostamente se rendeu sem luta e foram desarmados.
Em 16 de novembro de 2012, as forças tuaregues do MNLA lançaram uma ofensiva contra Gao em uma tentativa de retomar a cidade. No entanto, até o final do dia, os tuaregues foram derrotados pelas forças do MOJWA após os islâmicos colocarem lhes numa emboscada. Uma fonte de segurança maliana afirmou que pelo menos uma dúzia de combatentes do MNLA foram mortos enquanto os islamitas sofreram apenas uma baixa. Um oficial do MNLA afirmou que suas forças mataram 13 combatentes do MOJWA e feriram 17, enquanto que sofreram apenas nove feridos.

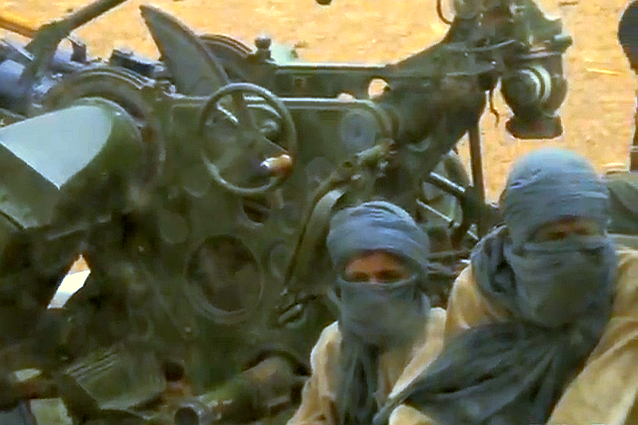
Rebeldes islamitas.

Em 19 de novembro de 2012, as forças do MOJWA e do AQMI tomaram a cidade oriental de Menaka, que já havia sido detida pelo MNLA, com dezenas de combatentes de ambos os lados e civis mortos. No primeiro dia de combates, o MNLA alegou suas forças mataram 65 combatentes islamitas, enquanto que sofreram apenas uma baixa e 13 feridos. Os islâmicos, por sua vez, afirmaram que mataram mais de 100 combatentes do MNLA e capturaram 20.

## Intervenção estrangeira (janeiro de 2013)

Mapa mostrando toda a extensão do território controlado pelos rebeldes em janeiro de 2013, antes de ser retomado pelas forças do Mali e da França.

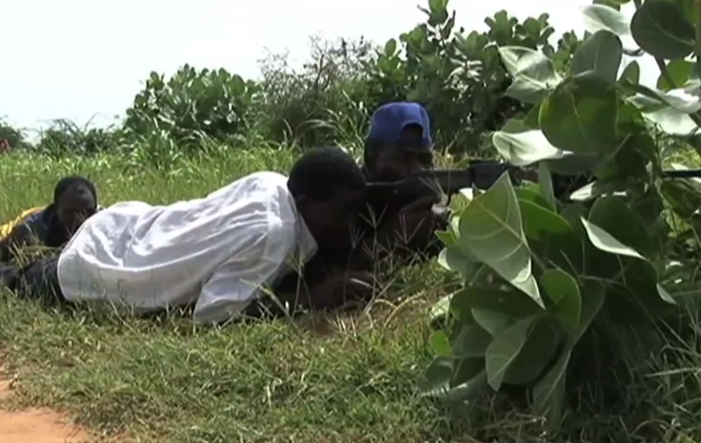
Treinamento de membros de uma milícia pró-governo em Sevare.

Na sequência de pedidos tanto do governo do Mali e da CEDEAO para uma intervenção militar estrangeira, em 12 de outubro de 2012, o Conselho de Segurança das Nações Unidas, por unanimidade, ao abrigo do Capítulo VII da Carta das Nações Unidas, passou uma resolução francesa que aprova uma força conduzida por africanos para auxiliar o exército de Mali na luta contra os militantes islâmicos. A resolução deu 45 dias para "recomendações detalhadas e acionáveis" para a intervenção militar, que seria elaborada pela CEDEAO e pela União Africana, com um número informado de 3.000 soldados propostos. Um plano anterior da CEDEAO havia sido rejeitado por diplomatas conforme falta de detalhes suficientes.
Enquanto autoriza o planejamento da força, e dedica recursos da ONU para este planejamento, a Resolução 2.071 não autoriza a implantação da força. No entanto, a Resolução 2085, aprovada em 20 de dezembro de 2012, "autoriza a implantação de uma Missão Internacional de Apoio ao Mali sob a Liderança Africana (AFISMA) por um período inicial de um ano."
Em 8 de janeiro de 2013, foi relatado pela Al Jazeera que os rebeldes teriam capturado 12 soldados do governo do Mali, perto da cidade de Konna. No mesmo dia, a RFI relata que as tropas governamentais dispararam tiros de advertência e progrediram um pouco de Konna para Douentza.

### O realinhamento do MNLA com o Governo do Mali
Em dezembro, o então deslocado MNLA, iniciou conversações de paz com o governo do Mali e abandonou sua meta anterior de independência do Azauade em favor de uma solicitação de autonomia dentro do Mali. Após a entrada francesa em janeiro de 2013, o porta-voz do MNLA, em Paris, Moussa Ag Assarid (que havia criticado a ruptura do grupo FPA nos meses anteriores por desistir da independência), declarou que o MNLA estava "pronto para ajudar" os seus antigos adversários na luta contra os islâmicos. O MNLA não controla grandes localidades no momento e só é forte em áreas rurais e nos desertos perto da fronteira com a Mauritânia, Argélia e Níger, tendo sido expulsos da maior parte do território reivindicado por grupos islâmicos.

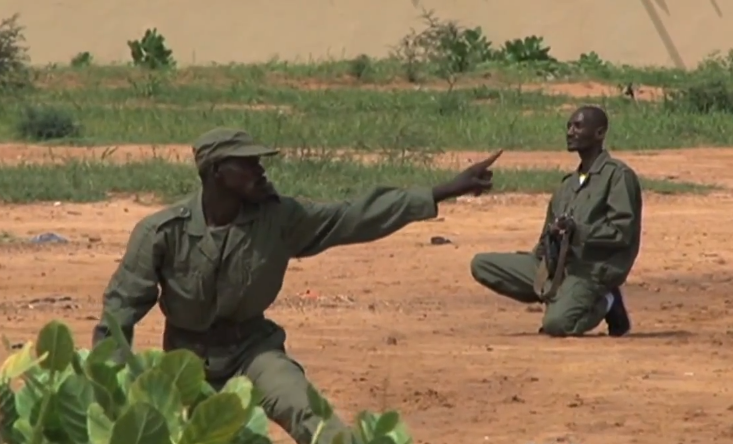
Treinamento de combatentes de uma milícia pró-governo.

### Batalha de Konna e intervenção francesa
Em 10 de janeiro de 2013, as forças islâmicas capturaram a cidade estratégica de Konna, localizada a 600 km da capital. Mais tarde, cerca de 1.200 combatentes islâmicos avançaram até 20 quilômetros de Mopti, área adjacente de uma guarnição militar do Mali.
No dia seguinte, o exército francês lançou a Operação Serval para intervir no conflito. De acordo com analistas, os franceses foram forçados a agir antes do planejado devido à importância do aeroporto militar de Sévaré, localizado a 60 km ao sul de Konna, para posteriores operações. A operação incluiu a utilização de helicópteros Gazelle das forças especiais, o que impediu uma coluna islamista de avançar para Mopti, e o uso de quatro jatos Mirage 2000-D do Exército do Ar Francês operando de uma base no Chade. O chefe do exército francês, Édouard Guillaud, anunciou que os islâmicos se retiraram de Konna e recuaram dezenas de quilômetros para o norte. Os ataques aéreos teriam destruído meia dúzia de picapes armadas islâmicas e um centro de comando rebelde. Um piloto francês, o tenente Damien Boiteux, foi morto depois que seu helicóptero de ataque foi derrubado por disparos terrestres durante a operação.
Durante a noite de 11 de janeiro de 2013, o exército maliano, apoiado por tropas francesas, alegou tomar o controle da cidade de Konna, e afirmou ter matado mais de 100 islamitas. Testemunhas da AFP afirmaram ter visto dezenas de cadáveres de islamitas ao redor de Konna, com uma delas afirmando que contou 46 corpos. Os franceses declararam que quatro veículos rebeldes foram atingidos por seus ataques aéreos, enquanto que o Exército do Mali reivindicou quase 30 veículos que foram bombardeados. Várias dezenas de soldados do Mali e 10 civis também foram mortos. Um residente de Gao, a sede do MOJWA, disse que o hospital da cidade havia sido sobrecarregado com mortos e feridos. Ao todo um morador contou 148 corpos em torno de Konna.
No rescaldo da instalação francesa, a CEDEAO afirmou que tinha ordenado tropas para serem implantadas imediatamente no Mali, o Conselho de Segurança disse que uma força previamente planejada liderada pela ONU seria implantada em um futuro próximo, e a União Europeia informou que havia preparado um aumento do envio de tropas de treinamento militar no Mali. O MNLA também se ofereceu para se juntar à ofensiva contra os islamitas.

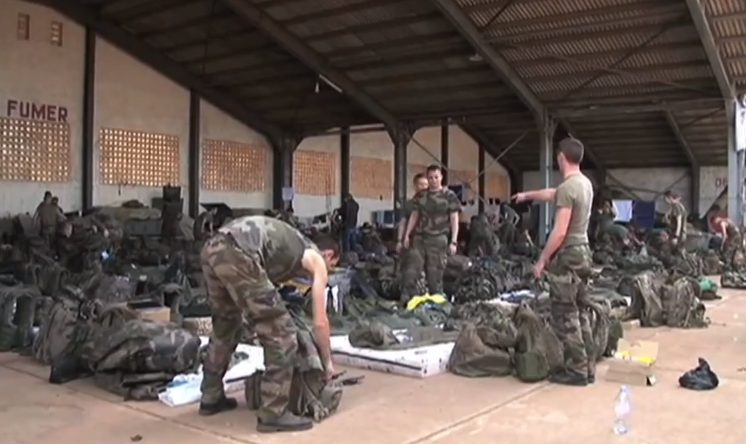
As tropas francesas chegando em Bamako.

Em 12 de janeiro, o governo britânico anunciou que estava implantando dois aviões de transporte C-17 da Royal Air Force em uma função não-combate para transportar principalmente as forças francesas, mas também potencialmente africanas, no Mali.
Em 13 de janeiro, fontes de segurança regional anunciaram a morte em Konna de Abdel Krim, apelidado de "Kojak", um líder de alto nível do grupo Ansar Dine. O ministro da Defesa francês, Le Drian, afirmou que novos ataques aéreos estavam em andamento no Mali, aconteceram durante na última noite e acontecerão no dia seguinte também. Um residente de Léré disse que ataques aéreos foram realizados na área. Os ataques aéreos foram concentrados em três áreas: Konna, Léré e Douentza. Dois helicópteros foram vistos atacando posições islâmicas em Gao. Uma dúzia de ataques tiveram como alvo a cidade e seus arredores. Um morador informou que todas as bases islâmicas ao redor de Gao haviam sido retiradas de operação pelos ataques. Uma base islâmica em Quidal foi alvejada pela força aérea francesa. O ministro da Defesa francês, anunciou que quatro caças Rafale tinham participado dos ataques aéreos em Gao. Eles deixaram a França e estão no Chade.
Foi relatado que, após os ataques que destruíram as suas bases, as forças do MUJAO deixaram Gao. Os residentes informaram que 60 islamitas morreram nos ataques aéreos a Gao. Outros estavam escondidos em casas e escolheram os corpos dos mortos durante a noite.
Em 14 de janeiro, os islamitas atacaram a cidade de Diabaly, a 400 km ao norte de Bamako, em áreas sob poder do governo. Eles vieram da fronteira mauritana, onde fugiram para evitar os ataques aéreos. O líder da AQIM, conhecido como Abu Zeid, estava liderando a operação. No mesmo dia, os islamitas prometeram lançar ataques em solo francês. Os jihadistas tomaram o controle de Diabaly poucas horas depois de seus ataques.
Em 15 de janeiro, o ministro da Defesa francês confirmou que os militares do Mali ainda não tinham recapturado Konna das forças rebeldes, apesar de alegações anteriores de que eles o fizeram. Enquanto isso, a Força Aérea Real do Canadá enviou um avião de transporte C-17 para o Mali em uma função similar ao dos C-17 britânicos. O parlamento dinamarquês decidiu contribuir com um avião de transporte C-130 e o governo belga tomou a decisão de enviar dois aviões C-130, juntamente com um helicóptero de evacuação médica Agusta A109 Medevac do Componente Médica do Exército Belga, juntamente com 80 do pessoal de apoio para o Mali.

### Crise de reféns de In Aménas
Em 16 de janeiro, foi noticiado que um grupo de militantes do AQMI teriam cruzado a fronteira do Mali para a Argélia e haviam capturado um campo de gás natural de propriedade argelina / Statoil / BP, em In Aménas, perto da fronteira com a Líbia. Os militantes teriam assassinado dois de nacionalidade estrangeira e estavam mantendo reféns 41 cidadãos estrangeiros, e um porta-voz do grupo afirmou que o objetivo do ataque seria uma vingança aos países que intervieram no Mali. Os reféns supostamente incluíam vários cidadãos estadunidenses, japoneses, ingleses, romenos e noruegueses. A Argélia estaria supostamente negociando com os militantes para tentar obter a libertação dos reféns. Em 19 de janeiro, 11 militantes e sete reféns foram mortos em um ataque final para acabar com o impasse. Além disso, 16 reféns estrangeiros foram libertados, incluindo dois estadunidenses, dois alemães e um português.

### Avanço no norte do Mali
Em 16 de janeiro, forças especiais francesas, juntamente com o exército maliano, em pequenos grupos móveis começaram a reconquistar a cidade de Diabaly, mas o ministro da Defesa francês negou a presença de tropas francesas dentro de Diabaly.
No mesmo dia, o governo da Espanha aprovou o envio de uma aeronave de transporte ao Mali para fins de apoio logístico e de treinamento. Entretanto, o governo da Alemanha autorizou a contribuição de duas aeronaves Transall C-160 para transportar tropas tropas Africanas para a capital Bamako. Da mesma forma, o governo da Itália prometeu transporte aéreo e bases de apoio logístico.

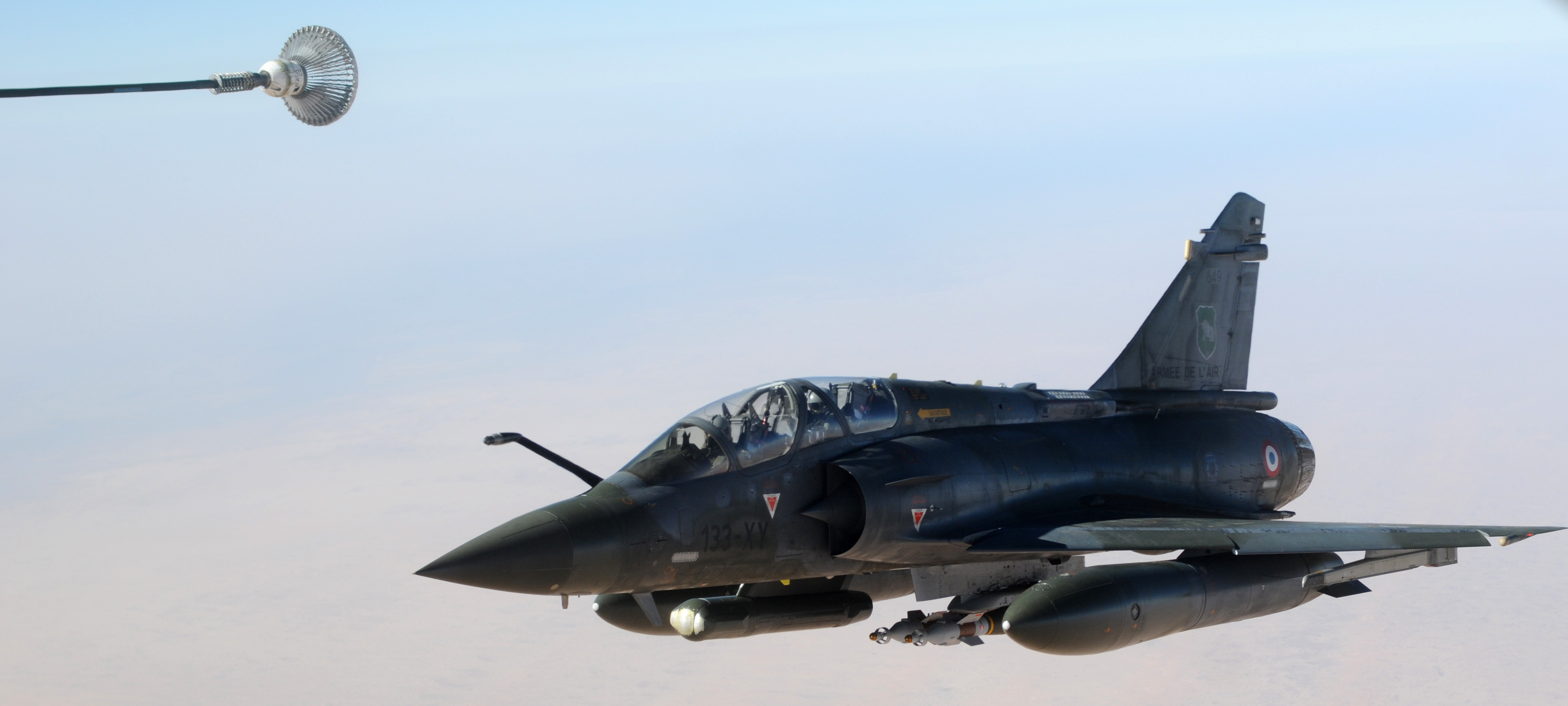
Um caça francês Mirage 2000 sobrevoando o Norte da África em fevereiro de 2013.

Em 17 de janeiro, Banamba, foi colocado em estado de alerta após islâmicos teriam sido vistos perto da cidade. O exército maliano enviou 100 soldados para a cidade como reforços. No mesmo dia, um comboio de islâmicos teriam deixado Diabaly em direção a Banamba.
Em 18 de janeiro, o Exército do Mali divulgou um comunicado afirmando ter o controle completo de Konna novamente. A afirmação foi confirmada por moradores de Konna, bem como uma porta-voz de Ansar al-Dine. No mesmo dia, os rebeldes foram expulsos de Diabaly de acordo com várias fontes locais.
Em 19 de janeiro que os residentes de Gao teriam linchado Aliou Toure, um proeminente líder islâmico e o comissário da polícia MOJWA da cidade, em represália pela morte do jornalista local, Kader Toure. AFP citou relatórios locais dizendo que os islâmicos estavam começando a deixar outras áreas sob seu controle a procurando refúgio na montanhosa da região de Quidal. No mesmo dia, dois soldados nigerianos foram mortos e cinco ficaram feridos por islâmicos perto da cidade nigeriana de Okene quando eles moviam-se em direção a Mali.
Em 20 de Janeiro, aviões dos Estados Unidos USAF C-17 começaram a transportar tropas francesas e suprimentos.
Em 21 de Janeiro tropas francesas e do Mali entraram em Diabaly sem encontrar resistência. Douentza também foi tomada no mesmo dia.
Na noite de 24 de janeiro soldados do Mali assumiram o controle de Hombori. No mesmo dia, um grupo dissidente do Ansar al-Dine, chamando-se o Movimento Islâmico para Azauade, declarou que queria buscar uma solução pacífica para o conflito e pediu a França e Mali para cessar as hostilidades no norte a fim de "criar um clima de paz, que irá pavimentar o caminho para um diálogo político".
Em 26 de janeiro, forças especiais francesas tomaram o aeroporto e uma importante ponte na cidade de Gao. A cidade foi tomada por forças francesas e maliense mais tarde naquele dia.
Outro grupo em Léré, chefiado por seu comandante Kamou Ag Meinly abandonou o Ansar Dine aderindo ao MNLA.

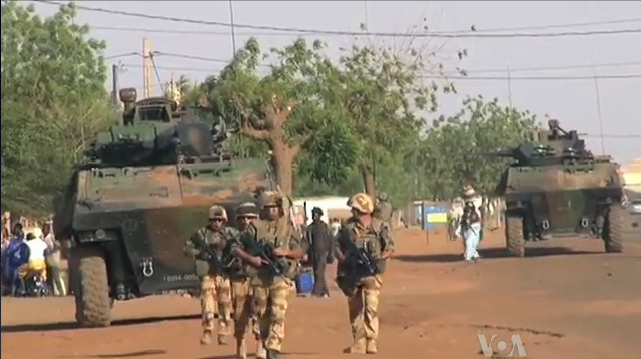
Soldados franceses no Mali.

Em 27 de Janeiro, as forças francesas e maliense cercaram Tombuctu e reconquistaram o aeroporto, no dia seguinte, fontes militares do Mali e francesas afirmaram que toda a área entre Gao e Timbuktu estava sob o controle do governo e o acesso à cidade estava disponível. A cidade foi totalmente tomada pelas forças francesas e do Mali no dia seguinte.
Em 28 de janeiro, o MNLA tomou o controle de Quidal, com a ajuda do Movimento Islâmico do Azauade, um grupo Ansar Dine separatista que dividiu após a intervenção internacional. O MNLA também assumiu o controle das cidades de Tessalit e Em Khalil. Aparentemente, os combatentes que desertaram do MNLA para o melhor financiado Ansar Dine estavam voltando ao MNLA.
Em 29 de janeiro, as primeiras tropas africanas não-maliense entraram Norte do Mali. Soldados do Niger ocuparam Ansongo e tropas do Chade Menaka, também foi relatado que o exército chadiano estava se movendo para o norte de Menaka em apoio ao Exército do Mali.
Em 30 de Janeiro, os franceses retomaram aeroporto de Quidal. Nenhum soldado maliense estavam com eles, pois se temia um confronto com tuaregues. A cidade estava supostamente sob controle, tanto do MNLA como do MIA. O MNLA, porém negou qualquer colaboração ou até mesmo desejo de colaborar com a MIA, e afirmou que seus combatentes estavam mantendo o controle da cidade ao lado das forças francesas,
Em 2 de Fevereiro, as tropas do Chade reconquistaram Quidal e se alojaram em uma base abandonada na cidade. Seu general disse que não tinha problema com o MNLA e que havia boas relações entre eles. No mesmo dia, o presidente francês, François Hollande, juntou-se ao presidente interino do Mali, Dioncounda Traoré, em uma aparição pública na cidade recentemente recapturada de Timbuktu.

### Retomada de Tombuctu
Em sua pressa de fugir, no mês passado, de Tombuctu no Mali, os combatentes da Al-Qaeda deixaram para trás um documento crucial, é uma carta confidencial, soletrando a estratégia da rede de terror para conquistar norte do Mali e refletindo discórdia e críticas interna sobre como governar a região.
O documento de mais de nove páginas é assinado por Abu Musab Abdul Wadud, o nome de guerra de Abdelmalek Droukdel, o comandante nomeado por Osama bin Laden para liderar o ramo da Al-Qaeda na África.
A carta de Droukdel é um dos diversos documentos internos entre os comandantes da ala Africana da Al-Qaeda que foram encontrados no Mali e, possivelmente, o primeiro a ser tornado público, de acordo com o estudioso islâmico Mathieu Guidère da Universidade de Toulouse, ele é numerado 33/234, um sistema reservados para comunicações internas da Al-Qaeda.
Em 2006, o grupo ao qual ele pertencia, conhecido como o GSPC, se tornou um do ramos da Al-Qaeda, após negociações com Ayman al-Zawahri, tenente de Bin Laden.
As palavras de Droukdel refletem a divisão dentro de uma das ramos mais cruéis da Al-Qaeda, e pode explicar por que em Tombuctu, sob o controle da Alcaida no Magrebe Islâmico, experimentou uma versão um pouco menos brutal da Xaria do que em Gao, uma das outras três principais cidades controladas pelos extremistas. Em 29 de novembro, grupos tuaregues laicos rompem com o governo.